# Hải quân Cách mạng Cuba
Hải quân Cách mạng Cuba (tiếng Tây Ban Nha: Marina de Guerra Revolucionaria) là lực lượng hải quân của Cuba.

## Lịch sử
Hải quân Lập hiến Cuba là lực lượng hải quân của Cộng hòa Cuba tồn tại từ trước năm 1959. Trong Thế chiến thứ hai, lực lượng này đã đánh chìm tàu ngầm U-176 của Đức vào ngày 15 tháng 5 năm 1943.

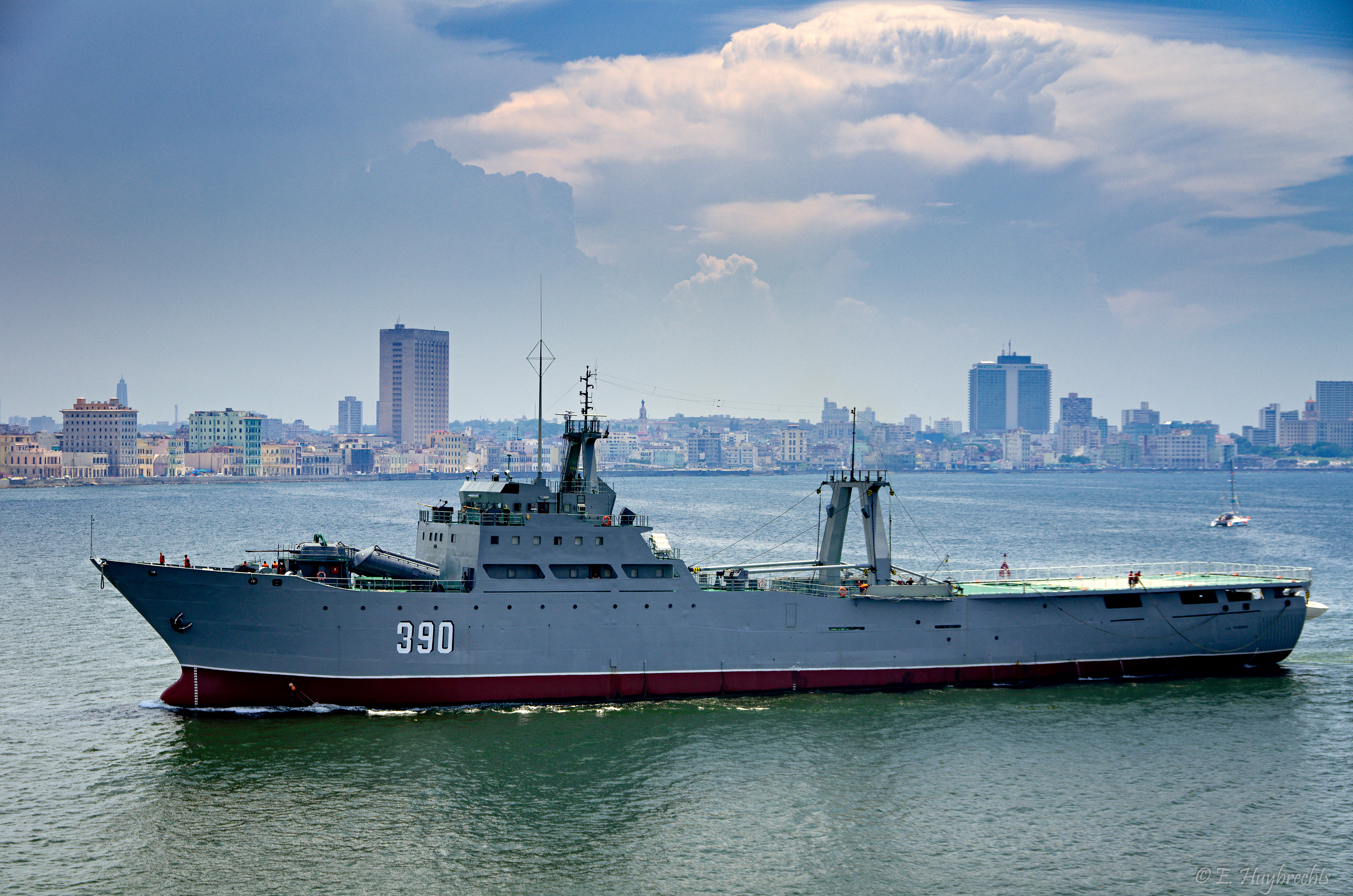
Tàu tuần tra chở trực thăng Rio Damuji n° 390 ở La Habana (Tháng 7 năm 2011)

Trong Chiến tranh Lạnh, Hải quân Cuba đã bắt giữ thành công các tàu chở hàng Leyla Express và Johnny Express, cả hai tàu này đều bị bị đổ lỗi thực hiện các hoạt động liên quan đến CIA chống lại Cuba.
Năm 1988, Hải quân Cuba có 12.000 quân, ba tàu ngầm, hai tàu khu trục mang tên lửa dẫn đường hiện đại, một tàu tình báo và một số lượng lớn tàu tuần tra và tàu quét mìn. Tuy nhiên, hầu hết số tàu nêu trên do Liên Xô sản xuất đều ngừng hoạt động hoặc bị đánh chìm để tạo đá ngầm. Đến năm 2007, Hải quân Cuba được IISS đánh giá là có quân số mạnh khoảng 3.000 người (bao gồm hơn 550 Bộ binh Hải quân) với sáu tàu hộ tống lớp Osa-II và một tàu hộ tống lớp Pauk. Hải quân Cuba còn có một tiểu đoàn thủy quân lục chiến nhỏ mang tên Desembarco de Granma. Tiểu đoàn này từng có quân số 550 người mặc dù không rõ số lượng hiện tại là bao nhiêu.

## Hải quân Cuba ngày nay

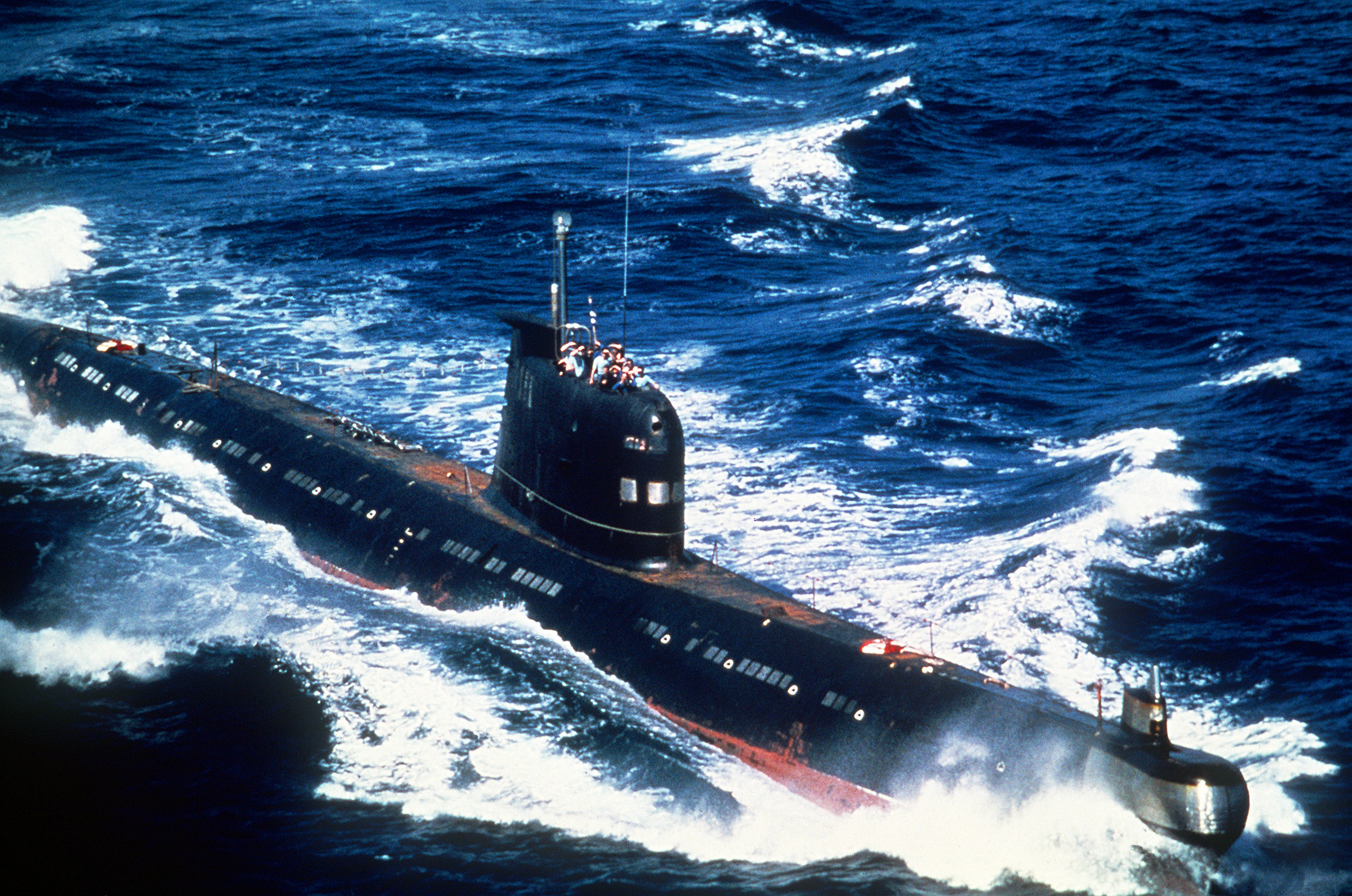
của Cuba

Sau khi các tàu ngầm cũ của Liên Xô ngừng hoạt động, Cuba đã tìm kiếm sự trợ giúp từ kinh nghiệm của Bắc Triều Tiên về tàu ngầm hạng nhỏ. Những người đào tẩu Bắc Triều Tiên tuyên bố đã nhìn thấy người Cuba vào giữa đến cuối những năm 1990 trong một căn cứ tàu ngầm bí mật và xuất hiện trước công chúng nhiều năm sau đó một bức ảnh duy nhất về một chiếc tàu ngầm nhỏ màu đen bản địa ở cảng La Habana. Chỉ có một chiếc tàu duy nhất đang hoạt động và thiết kế có vẻ nguyên bản, ngay cả khi bị ảnh hưởng bởi cả thiết kế của Bắc Triều Tiên và Liên Xô.
Hải quân Cuba đã đóng lại một chiếc tàu đánh cá Rio Damuji cỡ lớn của Tây Ban Nha. BP-390 hiện được trang bị hai tên lửa C-201W, một bệ súng đôi 57 mm, hai bệ súng đôi 25 mm và trên súng máy 14,5 mm. Tàu này lớn hơn lớp Koni và được sử dụng làm tàu tuần tra chở trực thăng. Đơn vị thứ hai (BP-391) đã được chuyển đổi và đưa vào sử dụng năm 2016.
Hải quân Cuba ngày nay vận hành các hệ thống tên lửa của riêng mình, hệ thống tên lửa Bandera do Cuba sản xuất (bản sao của tên lửa Styx của Liên Xô) và hệ thống tên lửa chống hạm Remulgadas, cũng như bệ phóng tên lửa phòng thủ ven biển tự hành đa năng Frontera do quốc gia sản xuất. Mối đe dọa chính của hải quân là buôn lậu ma túy và nhập cư bất hợp pháp. Vị trí địa lý của đất nước và sự hiện diện hải quân hạn chế đã tạo điều kiện cho những kẻ buôn người lợi dụng lãnh hải và không phận của Cuba.
Không lực Hải quân Cuba chỉ là đơn vị vận hành trực thăng ASW và được trang bị 2 loại trực thăng MI-14 Haze.

## Hạm đội

### Hiện nay

#### Trang bị hạm đội
- 2  tàu frigate lớp Rio Damuji, 1 × pháo 57 mm, 2 tên lửa đất đối đất Styx, 1 × súng máy 12.7 mm, 2 × pháo tự động 25 mm.
- 1 tàu ngầm lớp Delfin, có thể là 2 bệ phóng ngư lôi. Tin đồn bắt nguồn từ  tàu ngầm lớp Yugo của Bắc Triều Tiên.[2][7]
- 1 tàu hộ tống tuần tra nhanh lớp Pauk II, ven biển với pháo 1 × 76 mm, 4 ống phóng ngư lôi chống tàu ngầm, 2 bệ phóng tên lửa chống tàu ngầm – đầy tải 495 tấn – đưa vào hoạt động năm 1990.
- 6 (FSU) tàu tên lửa PFM lớp Osa II của Liên Xô cũ; 13 chiếc Lớp II được chuyển giao.
- 3 (FSU)  tàu quét mìn lớp Sonya; 4 chiếc được chuyển giao.
- 5 (FSU)  tàu quét mìn lớp Yevgenya; 11 chiếc được chuyển giao.
- 1 tàu thu thập thông tin tình báo.

#### Tổ chức lực lượng đánh bộ
- 2 tiểu đoàn đổ bộ tấn công.
- 1 trung đoàn pháo dã chiến phòng thủ bờ biển
- 1 trung đoàn pháo tên lửa phòng thủ bờ biển
- 1 tiểu đoàn thiết giáp hạng nhẹ (xe lội nước)

#### Trang bị của hải quân đánh bộ
- Pháo 122 mm.
- Pháo M-1931/3.
- 130 mm: Pháo M-46.
- 152 mm: Pháo M-1937.
- ≈10 tổ hợp tên lửa đất đối đất SSC-3.
- 18–24 bệ phóng tên lửa đa tầng phòng thủ bờ biển Remulgadas
- 20 bệ phóng tên lửa đa tầng phòng thủ bờ biển Bandera
- 12 bệ phóng tên lửa đa tầng phòng thủ bờ biển RBU-6000 Frontera
- 18–22 xe tăng hạng nhẹ PT-76

#### Máy bay Hàng không Hải quân
| Máy bay   | Xuất xứ | Chủng loại | Chú thích |
| --------- | ------- | ---------- | --------- |
| Mil Mi-14 | USSR    | ASW        | 2         |

Bộ đội biên phòng có: 2 tàu tuần tra lớp Stenka và tính đến năm 2007 có khoảng một chục tàu tuần tra lớp Zhuk, giảm từ 30/48. Cuba chế tạo tàu tuần tra lớp Zhuk và một số được nhìn thấy với khẩu SPG-9 gắn phía trước hai khẩu pháo 30 mm.

### Khí tài trong lịch sử
- 1  tàu ngầm lớp Foxtrot của Liên Xô với ống phóng ngư lôi 533 mm và 406 mm (không hoạt động); 3 chiếc được chuyển giao
- 3 tàu hộ tống  lớp Koni của Liên Xô với 2 bệ phóng tên lửa chống tàu ngầm (không hoạt động); 3 chiếc được chuyển giao
- 4 tàu tên lửa lớp Osa I/II của Liên Xô với 4 tên lửa đất đối đất SS-N-2 Styx+
- 1 tàu hộ tống tuần tra nhanh lớp Pauk II của Liên Xô ven biển với 2 bệ phóng tên lửa chống tàu ngầm, 4 ống phóng ngư lôi chống tàu ngầm
- 1 tàu đổ bộ hạng trung  lớp Polnocny của Liên Xô/Ba Lan, sức chứa 180 quân, 6 xe tăng (không hoạt động)